# Hypsibarbus
Hypsibarbus és un gènere de peixos de la família dels ciprínids i de l'ordre dels cipriniformes.

## Taxonomia
- Hypsibarbus annamensis (Pellegrin & Chevey, 1936)
- Hypsibarbus lagleri (Rainboth, 1996)
- Hypsibarbus macrosquamatus (Mai, 1979)
- Hypsibarbus malcolmi (Smith, 1945)[3]
- Hypsibarbus pierrei (Sauvage, 1880)
- Hypsibarbus salweenensis (Rainboth, 1996)
- Hypsibarbus suvattii (Rainboth, 1996)
- Hypsibarbus vernayi (Norman, 1925)
- Hypsibarbus wetmorei (Smith, 1931)[4][5][6][7]